# Ерьзя Степан Дмитрович
Степа́н Е́рьзя (ерз. Степан Эрьзя; справжнє Степан Дмитрович Нефьодов, ерз. Нефёдовонь Митреень Стёпук; * (8 листопада) 1876, село Баєво Алатирського повіту Симбірської губернії, тепер Ардатовський район Республіки Мордовія,— † 24 листопада 1959, Москва) — ерзянський скульптор, представник стилю модерн; один із найвідоміших митців у світі, що працював із деревом. Працював у Ерзянії, Татарстані, Франції, Азербайджані та Аргентині. Псевдонім декларує належність митця до фіно-волзького народу ерзя.

## Біографія

Степан Нефьодов

Степан Нефьодов народився 27 жовтня (8 жовтня) 1876 року в ерзянському селі Баєво в сім'ї селянина. Перші уроки образотворчого мистецтва отримав в іконописних майстернях Алатира (Мордовія) і Казані (Татарстан).
З 1902 по 1906 рік вчився в Московському училищі живопису, творення і зодчества у Сергія Волнухіна і Павла Трубецького.
З 1906 по 1914 рік скульптор жив в Італії та Франції.
З 1918 по 1920 рік жив на Уралі, в селі Мраморське і Єкатеринбурзі.
З 1920 по 1926 рік переважно жив на Кавказі, Азербайджані, де познайомився з Володимиром Маяковським. 1926 виїхав із виставкою у Францію, після чого вирішив остаточно емігрувати з Європи.
З 1927 по 1950 рік скульптор працює в Аргентині. Тут, між іншим, стає наставником молодого українського скульптора Михайла Грицюка, емігранта з Закарпаття.
1950 році посольство СРСР умовило його емігрувати до Москви. 1951 він прибув до України, міста Одеса, а звідти поїхав до Росії — у Москву. Привіз величезну колекцію своїх робіт (180 скульптур з дерева, гіпсу, бронзи, мармуру — загальною вагою 175 тонн).
Художник помер у Москві 24 листопада 1959 року. Похований у рідній країні, місті Саранськ.

## Пам'ять
У Мордовії діє Мордовський республіканський музей образотворчих мистецтв ім. С. Д. Ерьзя, який є великим власником його робіт, та Дім-музей С. Д. Ерьзі. Його творчість була гідно оцінена на світовому рівні. Художник є одним із найвідоміших людей Ерзянської землі.

## Твори
| «Норвезька жінка» (1910)                              | Портрет балерини Федорової (1915)              |
| «Ерзянка» (1915)                                      | «Каліпсо» (1917)                               |
| «Іоанн Хреститель» (1919)                             | «Мрія» (1919)                                  |
| «Спокій» (1919)                                       | «Єва» (1919, мармур)                           |
| «Спокій» (1919, мармур)                               | «Голова Карла Маркса» (1919, мармур)           |
| «Пам'ятник уральським комунарам» (1920; гіпс, залізо) | «Пам'ятник великому ковалю світу» (1920, гіпс) |
| «Пам'ятник звільненій праці» (1920, мармур)           | «Мордовка» (1917)                              |
| «Народний трибун» (1920)                              | «Актриса» (1922)                               |
| «Шепіт» (1922)                                        | Людвиг ван Бетховен (1929)                     |
| Мати з дитиною (1929)                                 | «Оголена» (1930)                               |
| «Ассирійка» (1931)                                    | Жінка з Індокитаю (1931)                       |
| Портрет секретаря Рабіндраната Тагора (1931)          | «Олена» (1934)                                 |
| «Болівієць» (1933)                                    | Аргентинець (1934)                             |
| Полум'яний (1934)                                     | Аргентинка (1935)                              |
| Спляча мати (1937)                                    | Портрет мордовки (1938)                        |
| Француженка (1938)                                    | Портрет матері (1940)                          |
| Чорниця (1941)                                        | Козак (1942)                                   |
| Парагвайка (1941)                                     | Іспанка (1942)                                 |
| Чилійка (1943)                                        | Старий-мордвин (1943)                          |
| Тоска (1944)                                          | Болівієць (1945)                               |
| Портрет російської жінки (1948)                       | Жіночий портрет (1949)                         |
| Москвичка (1953)                                      | Любов (1955)                                   |
| «Портрет студентки» (1954)                            |                                                |

### Галерея

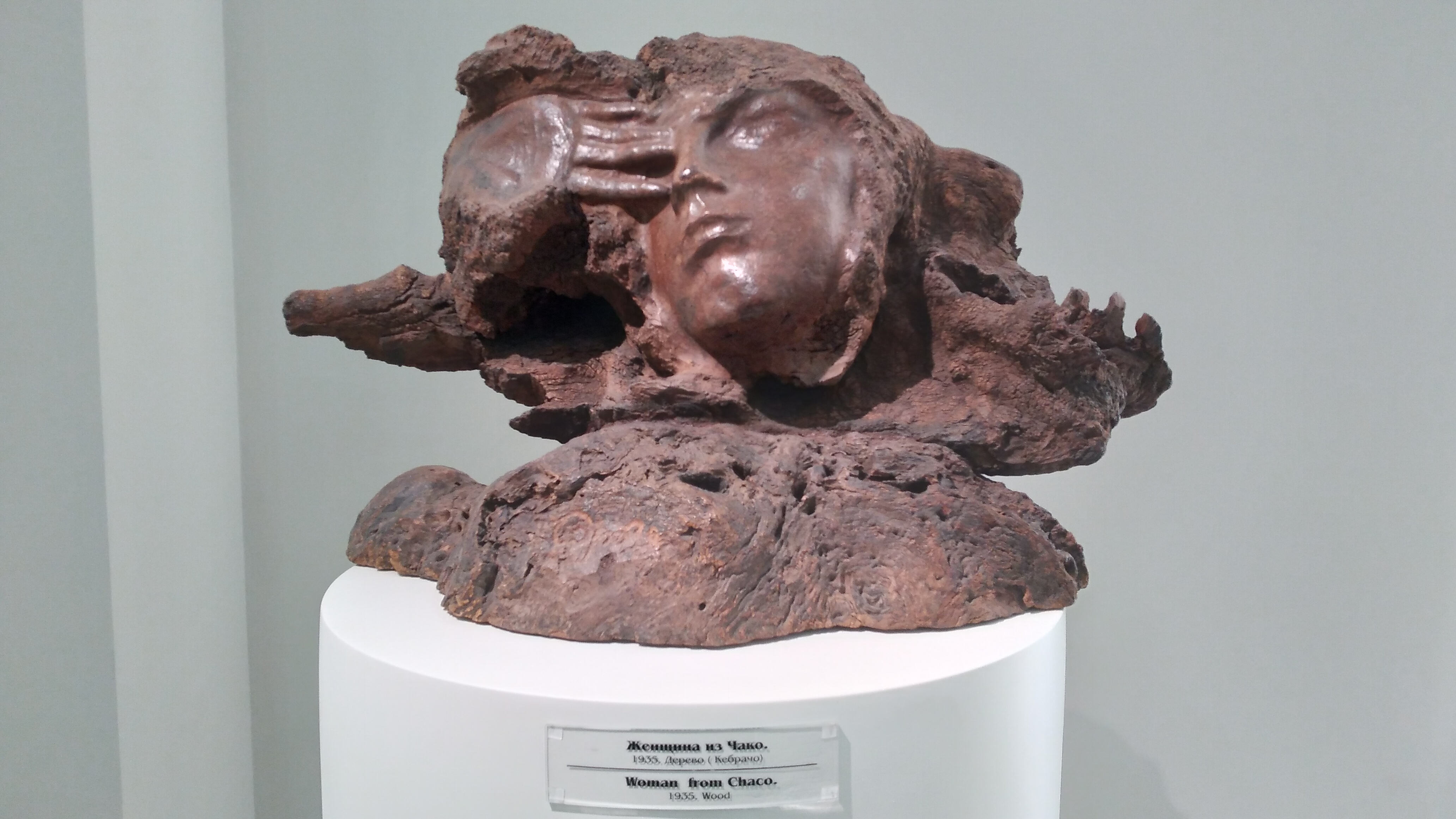
Жінка з Чако (1935)
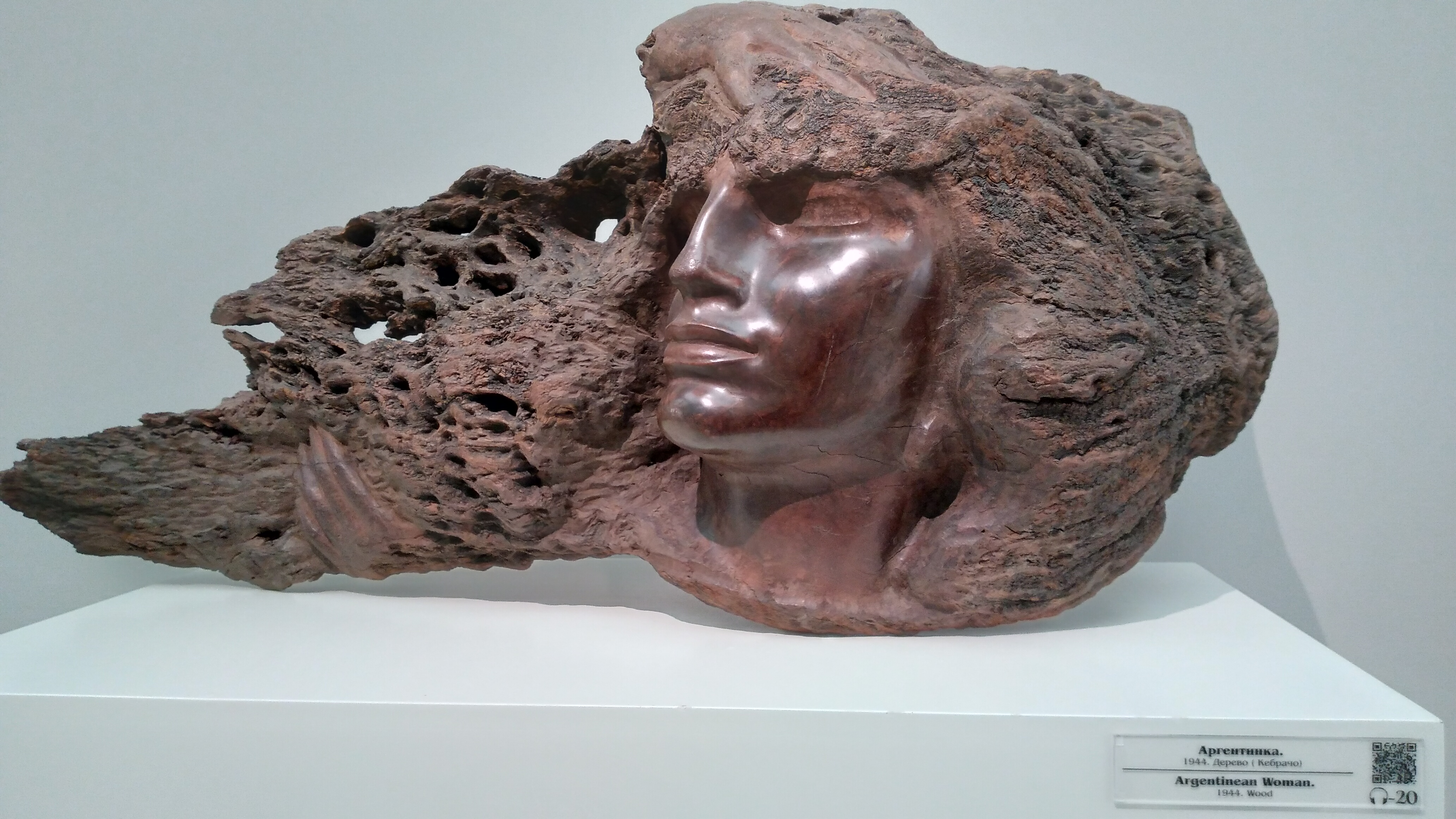
Аргентинка (1944)
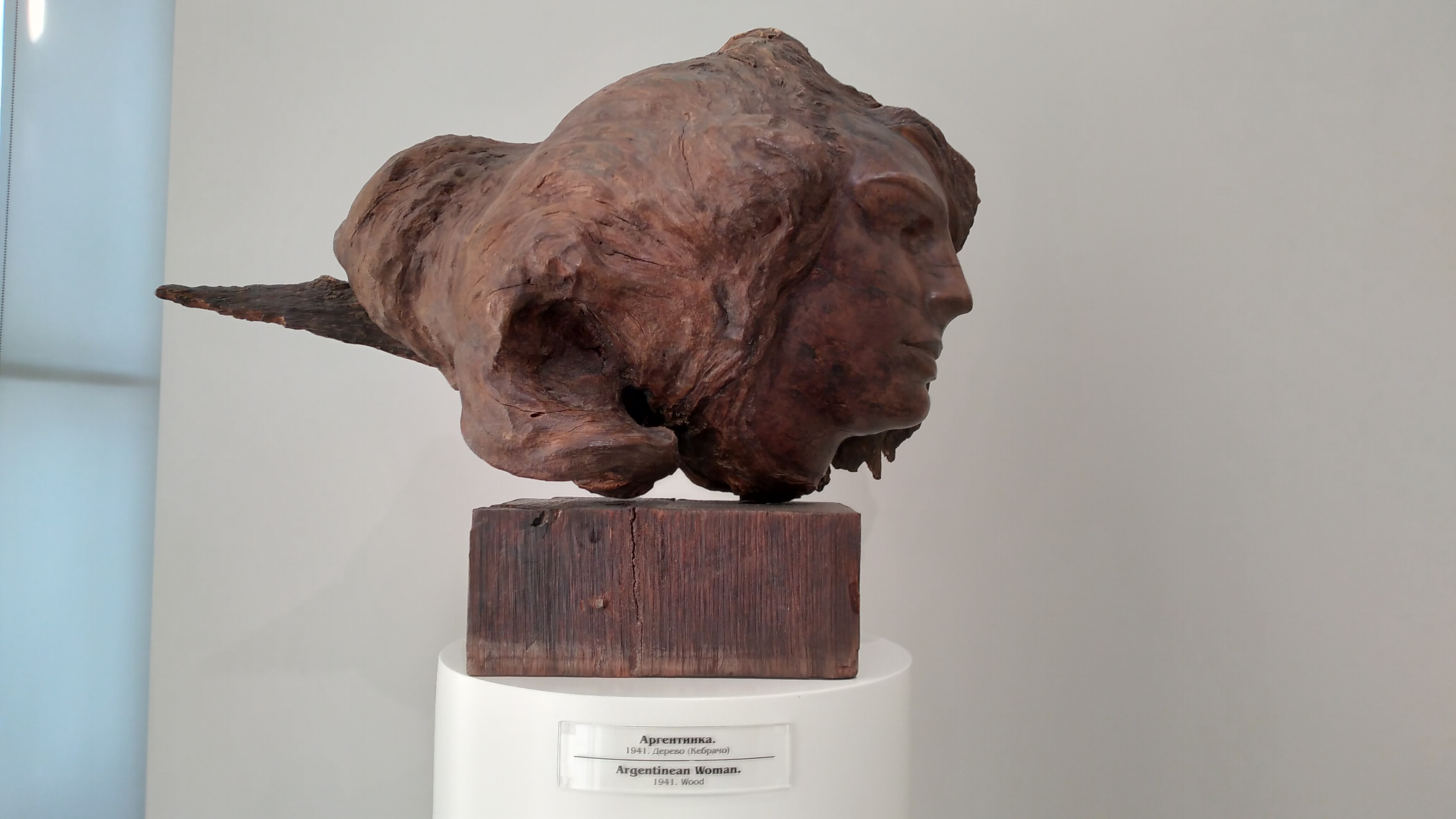
Аргентинка (1941)
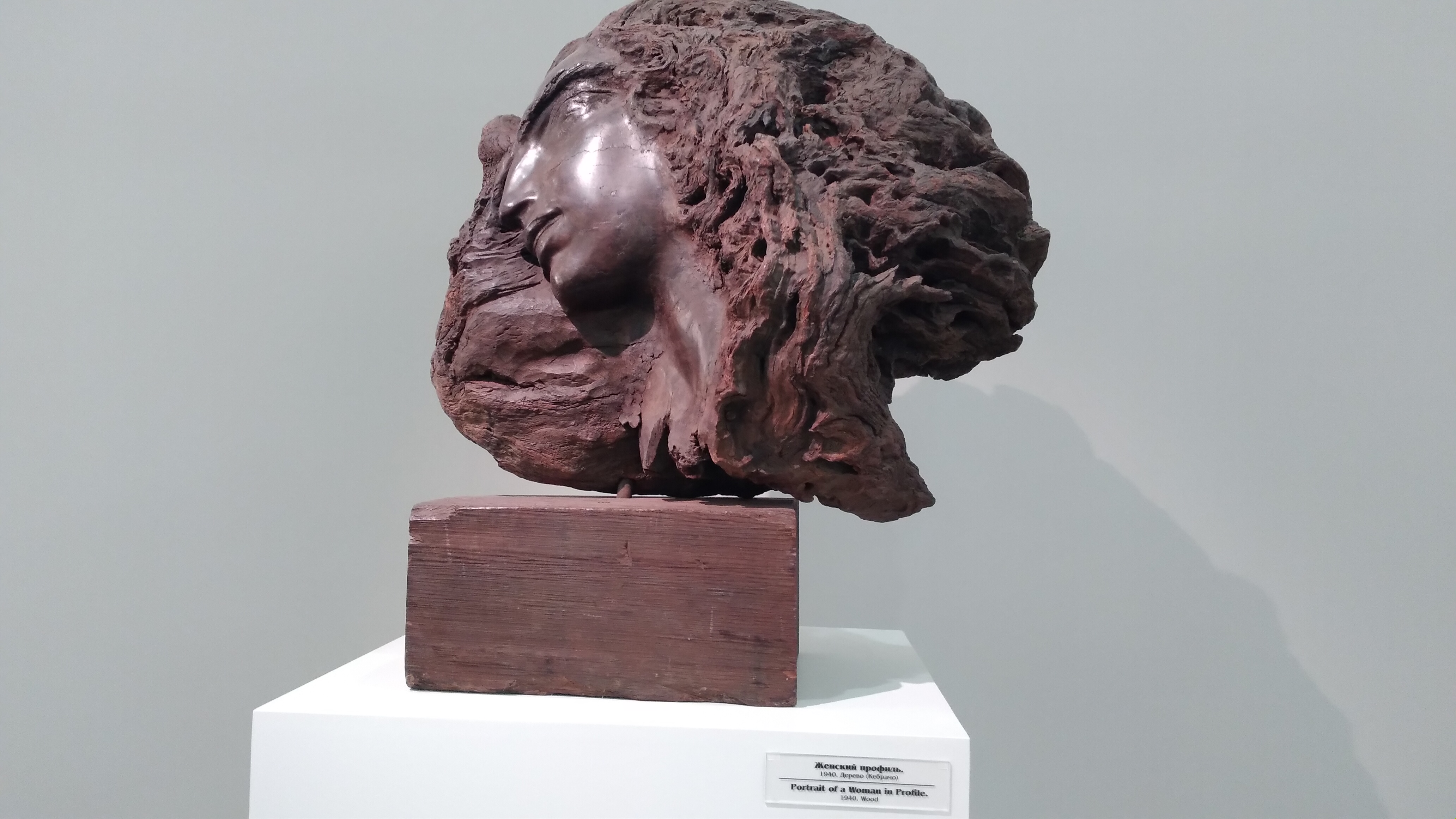
Жіночий профіль з дерева кебрачо (1940)
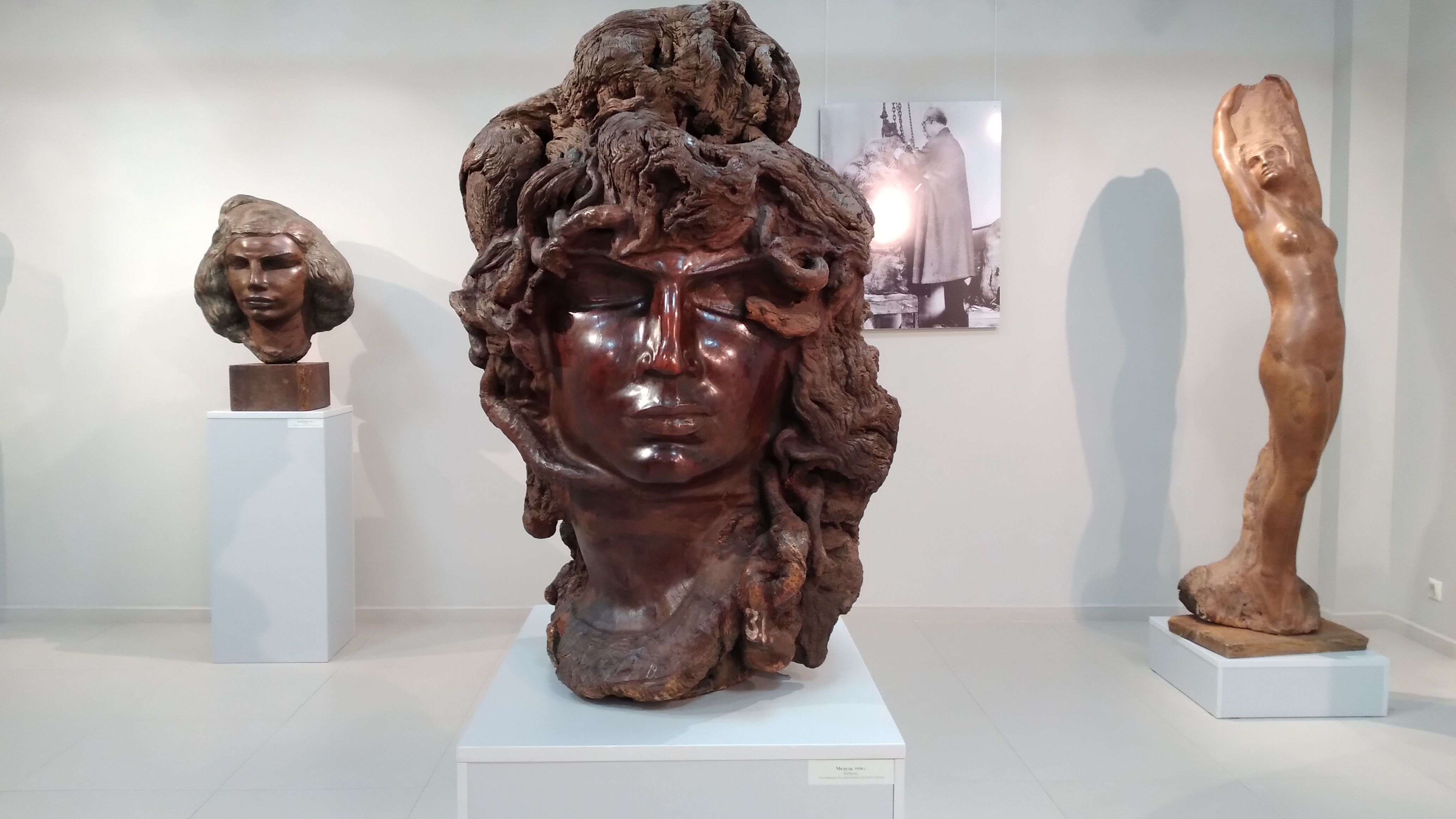
Медуза (1938)
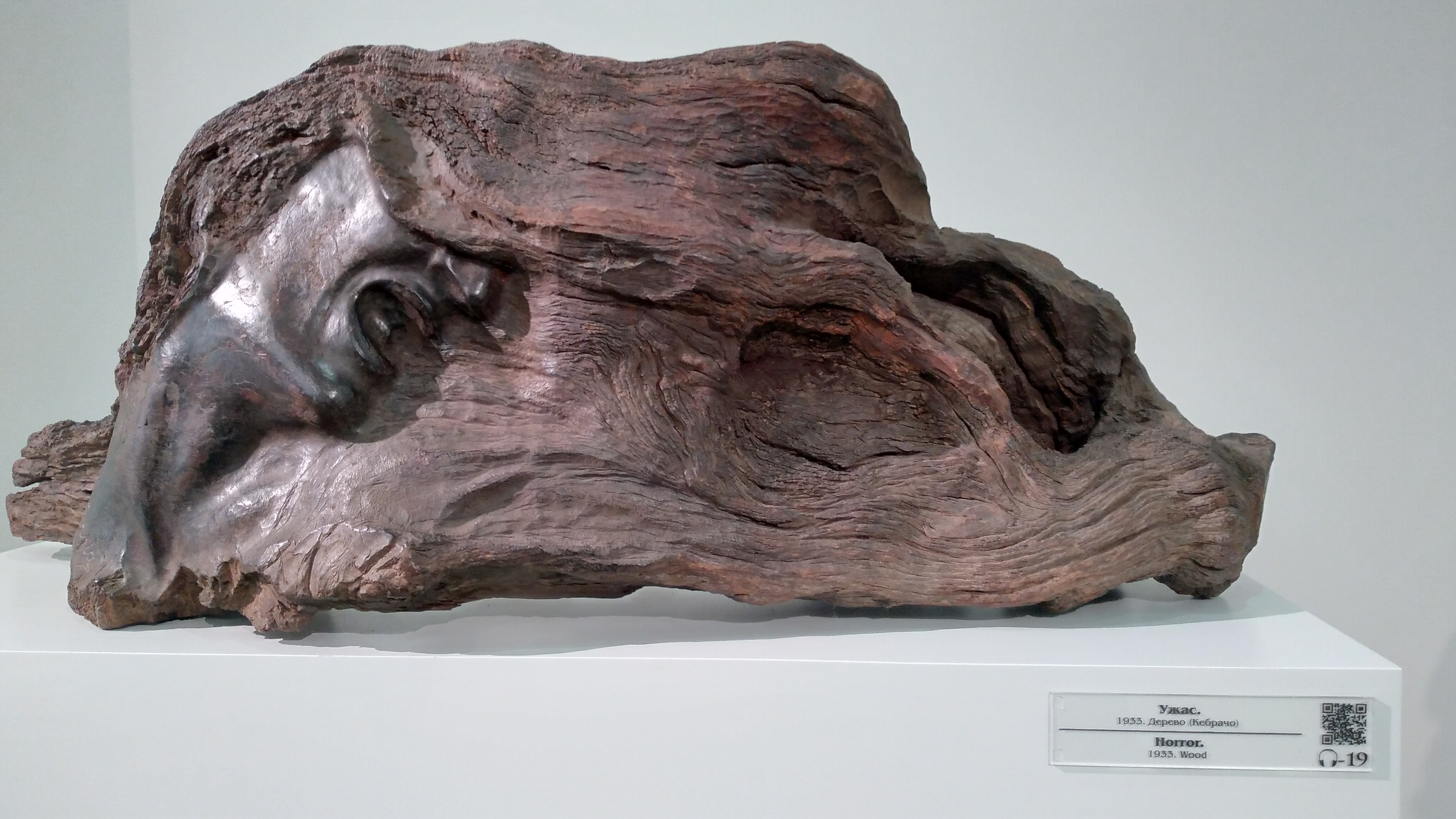
Жах (1933)
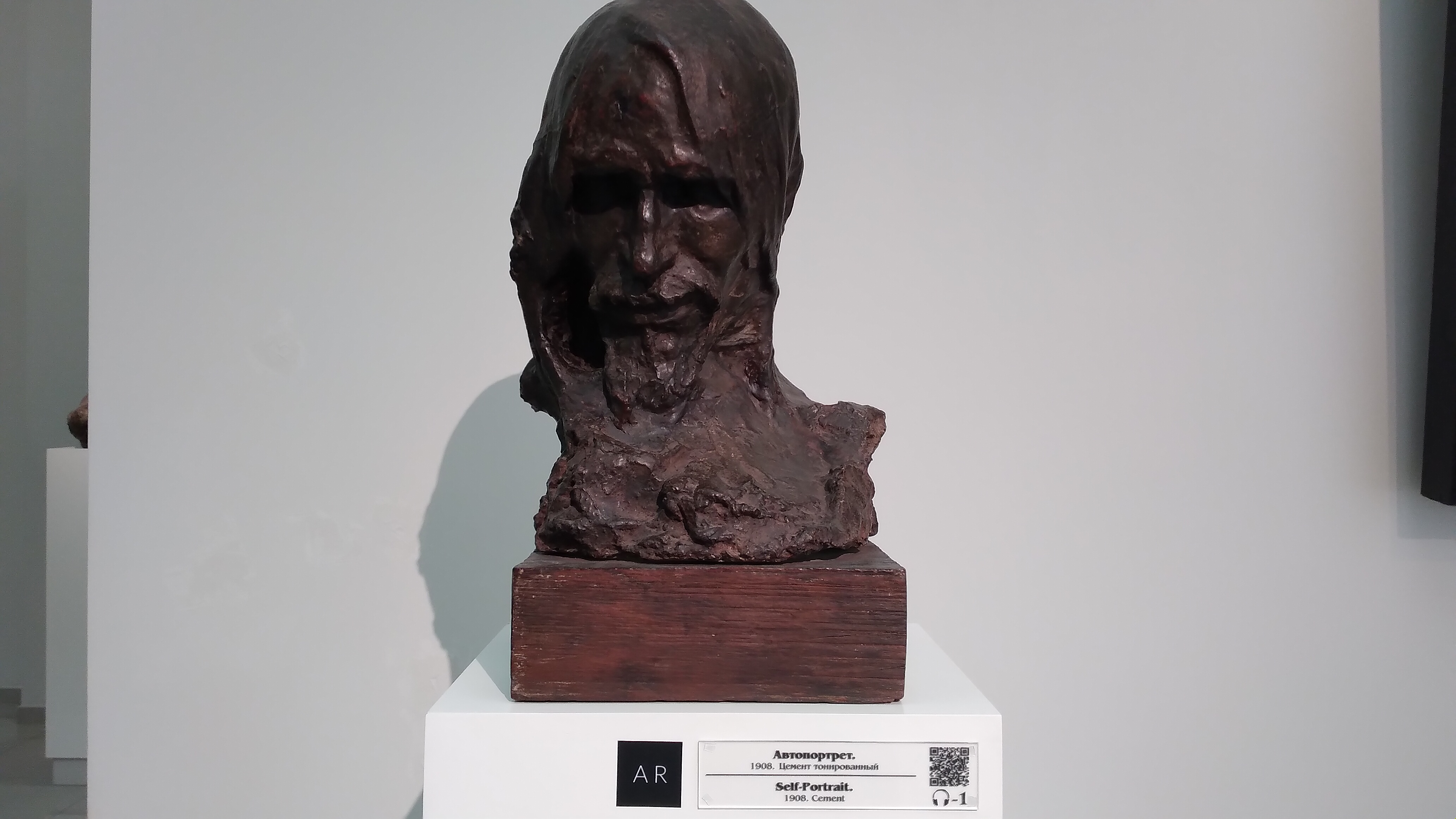
Автопортрет (1908)